# Gospodarstvo Črne gore
Gospodarstvo Črne gore je trenutno v procesu tranzicije, saj se sooča z vplivi jugoslovanskih vojn, upada industrije po razpadu Socialistične federativne republike Jugoslavije in gospodarskih sankcij, ki so jih uvedli Združeni narodi.